# Barbu Știrbey
|  | Dieser Artikel wurde auf den Seiten der Qualitätssicherung des Projektes Politiker eingetragen. Hilf mit, ihn zu verbessern, und beteilige dich an der Diskussion! |

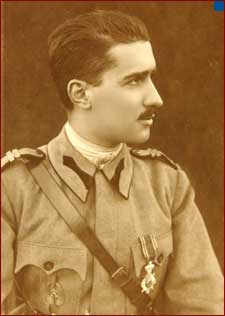
Barbu Știrbey

Barbu Alexandru Știrbey (* 4. November 1872 in Buftea, Kreis Ilfov; † 24. März 1946) war ein rumänischer Prinz und Politiker der Partidul Național Liberal (PNL). Er war im Juni 1927 kurzzeitig Ministerpräsident des Königreichs Rumänien.

## Leben und Karriere
Er war der Sohn von Prinz Alexandru B. Știrbey (1837–1895) und seiner Frau Maria-Ghika Comănești. Sein Großvater Barbu Dimitrie Știrbei regierte von 1849 bis 1856 als letzter Fürst der Walachei, bevor diese mit Moldau zum Fürstentum Rumänien vereint wurde. Der Vater diente unter König Karl I. mehrfach als Minister. Știrbeys Schwester Elisa (1870–1957) war in erster Ehe mit Alexandru Marghiloman, in zweiter mit Ion I. C. Brătianu verheiratet. Beide waren Ministerpräsidenten Rumäniens, Brătianu zudem langjähriger Vorsitzender der Nationalliberalen Partei, der auch sein Schwager Barbu Știrbey beitrat.
Știrbey studierte an der Pariser Sorbonne Jura. Er heiratete 1895 in Genf seine Cousine 2. Grades Nadeja Bibescu (eine Enkelin des Fürsten Gheorghe Bibescu). Das Paar hatte vier Töchter. König Karl I. ernannte ihn 1913 zum Verwalter seiner Krondomäne.
Seine eigentliche Bedeutung in der Geschichte Rumäniens ergibt sich aus seiner Rolle als enger Vertrauter der Königin Marie (Ehefrau von König Ferdinand I.), die bis zur Krönung ihres Sohnes Carol II. im Jahr 1930 selbst eine sehr einflussreiche Person in den rumänischen Regierungskreisen war. Știrbey und Königin Marie waren ein Liebespaar und er war wahrscheinlich der Vater ihres jüngsten Kindes, Mircea (1913–1916) und möglicherweise der Vater von Prinzessin Ileana (1909–1991).
Știrbey und die Nationalliberalen drängten Mitte der 1920er-Jahre darauf, den ältesten Sohn von Ferdinand und Marie, Prinz Carol, aufgrund dessen offen gelebter Liebschaft mit der bürgerlichen, geschiedenen Magda Lupescu von der Thronfolge auszuschließen. Carols Abneigung gegen den einflussreichen Geliebten seiner Mutter prägte seine Gegnerschaft zur PNL. Die Nationale Bauernpartei (PNT) unterstützte hingegen Carols Anspruch auf den Thron.
Nach dem Sturz des populistischen Generals Alexandru Averescu ernannte der todkranke König Ferdinand I. am 4. Juni 1927 Știrbey zum Ministerpräsidenten und beauftragte ihn mit der Bildung einer Regierung der nationalen Einheit, der sowohl die Nationalliberale als auch die Nationale Bauernpartei angehörten. Diese zerbrach aber nach wenigen Wochen und Știrbey übergab die Regierungsführung am 21. Juni 1927 an Ion I. C. Brătianu. Dessen PNL gewann auch die vorgezogene Neuwahl im Juli 1927.
Kurz nach dem königlichen Staatsstreich vom 23. August 1944 reiste Știrbey mit der rumänischen Delegation, die am 12. September den Waffenstillstand zwischen Rumänien und der Sowjetunion unterzeichnete, nach Moskau. Știrbey war einer der bevollmächtigten Unterzeichner des Abkommens, die anderen Unterzeichnenden waren Lucrețiu Pătrășcanu, General Dumitru Dămăceanu und Ghita Popp auf der rumänischen Seite und Rodion Malinowski auf der sowjetischen Seite.
Știrbey war mit Prinzessin Naděje Bibescu verheiratet, mit der er vier Töchter hatte.